# Кинор

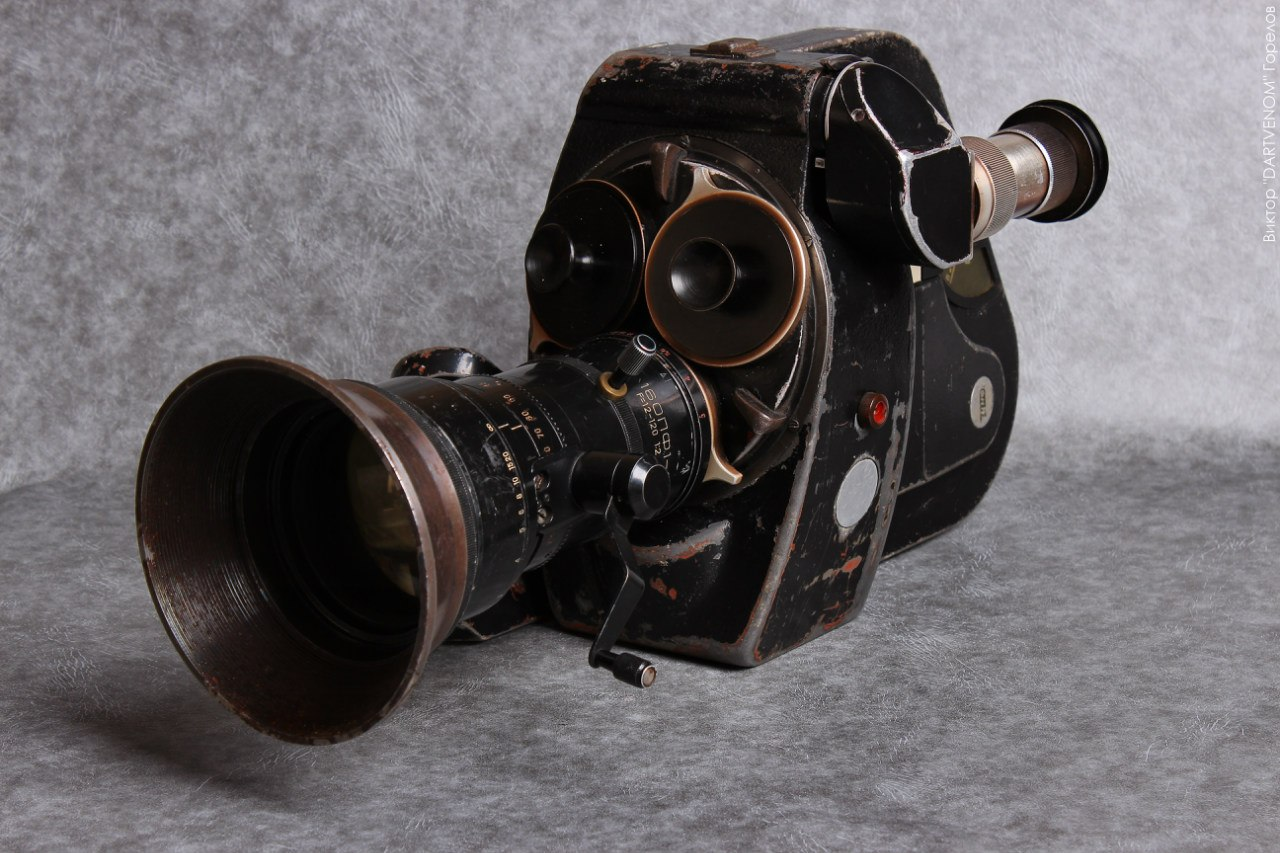
16-мм кинокамера «Кинор-16СХ-М»

«Кино́р» — название линейки профессиональных киносъёмочных аппаратов, выпускавшихся в СССР для использования в кинематографе и на телевидении. Камеры «Кинор» разрабатывались и выпускались различными конструкторскими коллективами и организациями и никак не связаны друг с другом общей конструкцией, назначением или форматом киноплёнки. Единственный признак, объединяющий эту линейку — все аппараты «Кинор» предназначались для профессионального использования и были оснащены сопряжённым визиром с зеркальным обтюратором.
Аппараты «Кинор» существовали для узкой плёнки 16-мм (преимущественно, для телевидения), и стандартной 35-мм киноплёнки для широкоэкранного или обычного кинематографа.

## Аппараты «Кинор» для 16-мм киноплёнки
- «Кинор» 16СХ — оснащён револьверной головкой на 3 объектива[2];
- «Кинор» 16СХ-М — оснащён револьверной головкой на 3 сменных объектива;
- «Кинор» 16СХ-2М — с одним объективодержателем[3];
- «Кинор-16Р» 4КСР — оснащён коаксиальной кассетой, расположенной под углом 45° к корпусу[4];

## Аппараты «Кинор» для 35-мм киноплёнки
- «Кинор-35Р» 3КСР — разрабатывался, как замена «Конваса-автомата»[5];
- «Кинор-35С» 5КСН — штативно-плечевой для синхронных съёмок[1];
- «Кинор-35Н» 9КСН — усовершенствованная модель предыдущего аппарата;
- «Кинор 35-7Р» 7КСР — штативно-плечевой для хроникальных съёмок.

## Цифровые кинокамеры «Kinor»
В настоящее время[когда?] российская компания Kinor выпускает одноимённые цифровые кинокамеры DC2K и DC4K, а также накамерные рекордеры для них.
- Kinor DC2K — цифровая кинокамера для ускоренной съёмки с частотой до 2000 кадров в секунду;
- Kinor DC4K — цифровая кинокамера, рассчитанная на анаморфотную широкоэкранную оптику.
- Kinor DC8K — проектируемая цифровая кинокамера с разрешением сенсора 8К[7].